# De Havilland DH.91 Albatross
Pour les articles homonymes, voir Albatross (homonymie).
Dimensions
Le de Havilland DH.91 Albatross est un avion du constructeur aéronautique britannique de Havilland Aircraft Company.

## Historique
Conçu dans l'entre-deux guerres pour le transport de passagers, il ne fut construit qu'à sept exemplaires.
Cet avion qui faisait la liaison entre la Grande-Bretagne et le Portugal avant la Seconde Guerre mondiale fut remplacé, après la chute des Pays-Bas par un Douglas DC-3. 

Le 1er juin 1943, un Douglas DC-3 de la BOAC, est attaqué par huit chasseurs-bombardiers à long rayon d'action allemands Junkers Ju 88C-6, au large de la côte Française dans le golfe de Gascogne, entraînant la mort des 17 personnes à bord parmi lesquels l'acteur Leslie Howard.